# Григорово (Космаревский сельсовет)
Григорово — упразднённая деревня в Нюксенском районе Вологодской области России.

## География
Урочище находится в северо-восточной части области, в подзоне средней тайги, на правом берегу реки Городишны, на расстоянии примерно 19 километров (по прямой) к юго-юго-востоку от Нюксеницы, административного центра района.

### Климат
Климат характеризуется как умеренно континентальный, с продолжительной холодной многоснежной зимой и относительно коротким умеренно тёплым влажным летом. Среднегодовая температура воздуха — +1,8 °C. Средняя температура воздуха самого холодного месяца (января) — −13,1 °C, средняя температура самого тёплого (июля) — +17 °С. Безморозный период длится 100—110 дней. Среднегодовое количество атмосферных осадков составляет 450—500 мм, из которых около 330—350 мм выпадает в вегетационный период. Снежный покров держится в течение 160—165 дней. В течение года господствуют ветры юго-западного направления.

## История
В «Списке населенных мест Вологодской губернии по сведениям 1859 года» населённый пункт упомянут как казённая деревня Григорьевская (Пригорово) Устюжского уезда, расположенная при речке Городишне, в 147,5 верстах от уездного города. В деревне имелось 4 двора и проживало 36 человек (19 мужчин и 17 женщин).
По данным 1914 года, в деревне проживало 46 человек (17 мужчин и 29 женщин). В административном отношении входила в состав Всесвятского сельского общества Богоявленской волости Велико-Устюгского уезда.
В 1938 году входила в состав Космаревского сельсовета. В деревне имелось 5 хозяйств и проживало 19 человек. Действовало отделение колхоза «Первомайский луч». В 1947 году в Григорове числилось 10 человек. Упразднена не позднее 1973 года.